# Jungholtz
Jungholtz là một xã ở tỉnh Haut-Rhin trong vùng Grand Est ở đông bắc Pháp. Xã này có diện tích 4 km², dân số năm 1999 là 907 người. Khu vực này có độ cao 330 mét trên mực nước biển.